# قاي د. سميث
قاي د. سميث (بالإنجليزية: Guy D. Smith)‏ هو عالم تربة ‏ أمريكي، ولد في 1907 في أتلانتيك في الولايات المتحدة، وتوفي في 1981 في غنت في بلجيكا.